# Rdesnovité
Rdesnovité (Polygonaceae) je čeleď vyšších dvouděložných rostlin z řádu hvozdíkotvaré. Jsou to byliny i dřeviny, rozšířené po celém světě. V květeně České republiky jsou zastoupeny rody rdesno, truskavec a opletka. Jako okrasné rostliny se pěstují zejména křídlatky a opletka čínská. Z hospodářských plodin je nejvýznamnější pohanka.

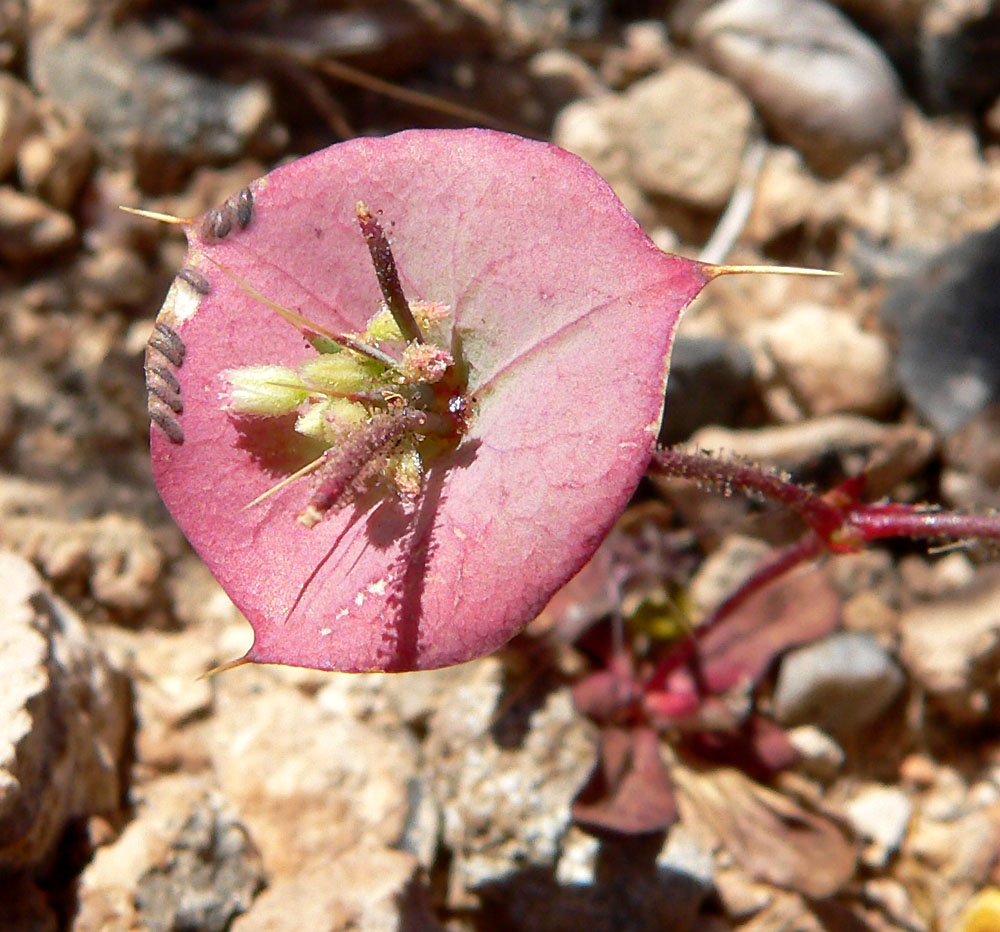
Oxytheca perfoliata

## Charakteristika
Rdesnovité jsou byliny, keře, stromy i liány se střídavými, výjimečně i vstřícnými nebo přeslenitými jednoduchými listy. Rostliny jsou opadavé nebo stálezelené, většinou vytrvalé. Listy jsou řapíkaté nebo téměř přisedlé, většinou s celistvou celokrajnou čepelí a zpeřenou žilnatinou. Řapíky listů jsou často zploštělé, u některých druhů na bázi s extraflorálními nektárii. Palisty jsou často nápadné a srůstají v botku (ochrea) obklopující stonek. Botka je většinou blanitá, vytrvalá nebo opadávající a pak zanechávající kruhovitou jizvu. U některých zástupců (Eriogonum) botka chybí. Stonky mají často zbytnělé nody a u některých zástupců jsou duté. U lián (Antigonon, Brunnichia) mohou být přítomny úponky.
Květy jsou pravidelné, jednopohlavné nebo oboupohlavné, drobné, v úžlabních nebo vrcholových vrcholičnatých květenstvích. Květenství jsou často složená, základní jednotkou je nejčastěji hlávka nebo klubko, celá květenství pak připomínají klas, latu nebo hrozen. Okvětí je nejčastěji nerozlišené, ze 3 až 6 lístků v 1 nebo 2 kruzích, na bázi srostlé v krátkou trubku, někdy nápadně zbarvené. Okvětí je někdy vytrvalé a za plodu se zvětšující, vnitřní kruh je často přeměněn v háčky, ostny, křídla nebo hrbolky. Tyčinek je nejčastěji 6, případně 2 až 9, ve 2 kruzích, nitky tyčinek jsou volné nebo na bázi srostlé. Semeník je svrchní, srostlý ze 3 (vzácně ze 2) plodolistů a s jedinou komůrkou, čnělek je 1 až 3. V semeníku je jediné vajíčko. Blizny bývají hlavaté nebo peříčkovité (třásnité). Kolem báze semeníku bývá kruhovitý nektáriový disk, případně jsou nektária jednotlivá a umístěná mezi základy tyčinek. Plodem je nažka, mnohdy obalená vytrvalým blanitým okvětím. U rodu hroznatec (Coccoloba) je toto okvětí zdužnatělé, plod je někdy interpretován jako oříšek.
Mezi charakteristické obsahové látky náležejí zejména třísloviny a kyselina šťavelová.

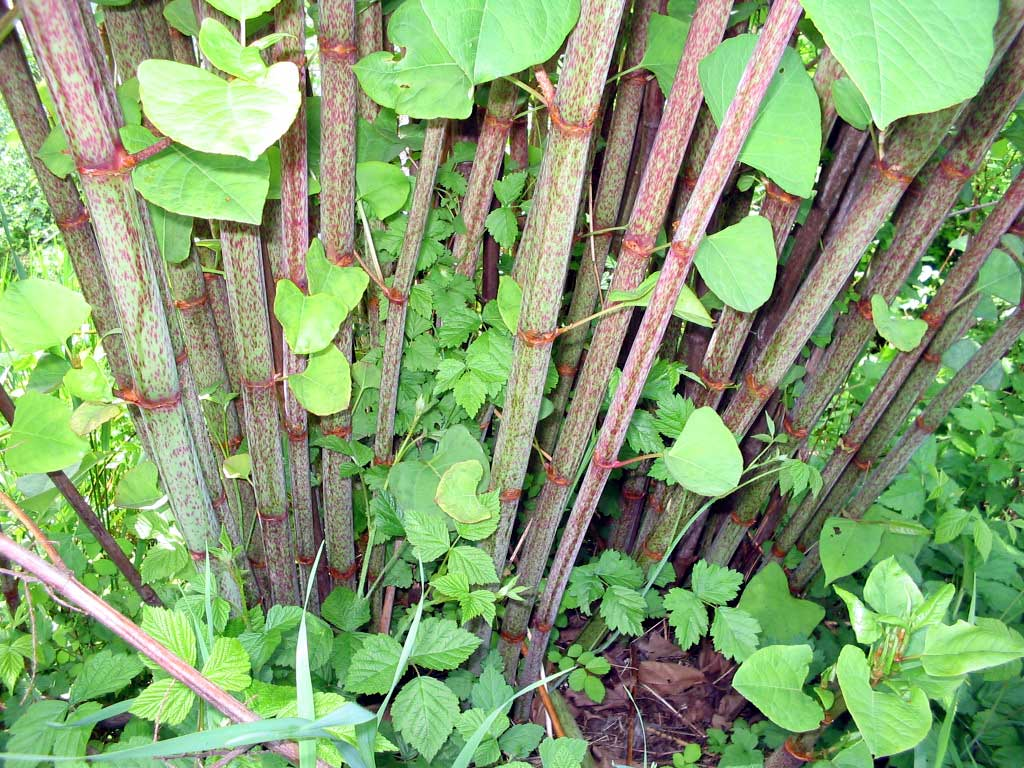
Stonky křídlatky japonské (Reynoutria japonica)
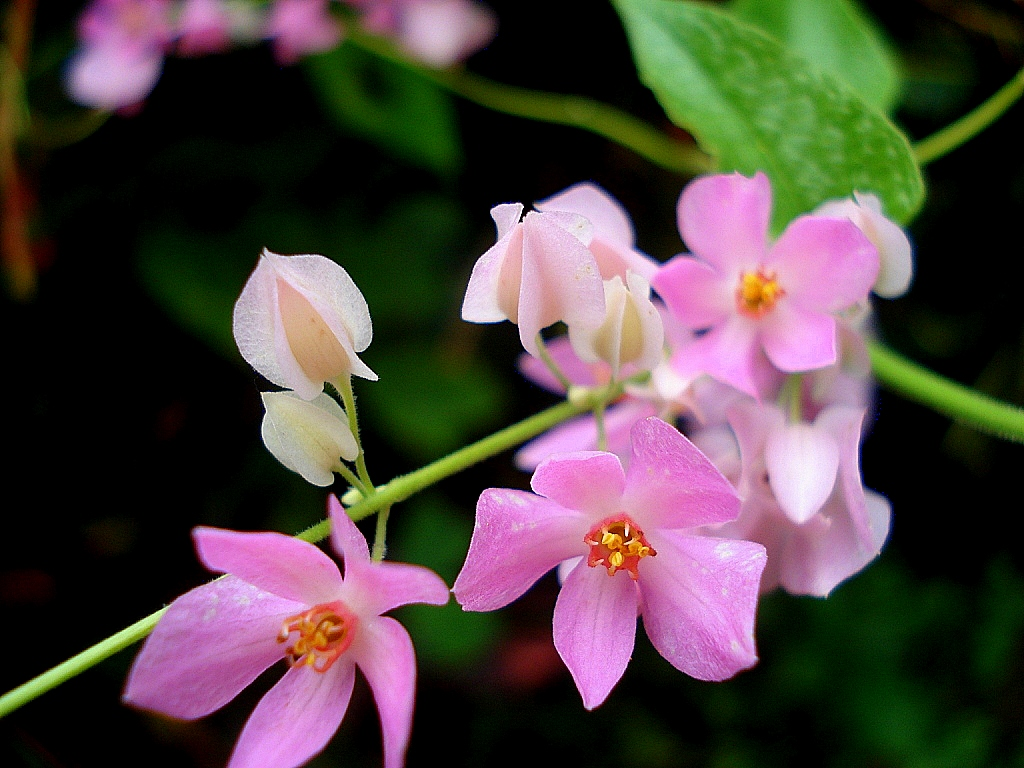
Antigonon leptopus
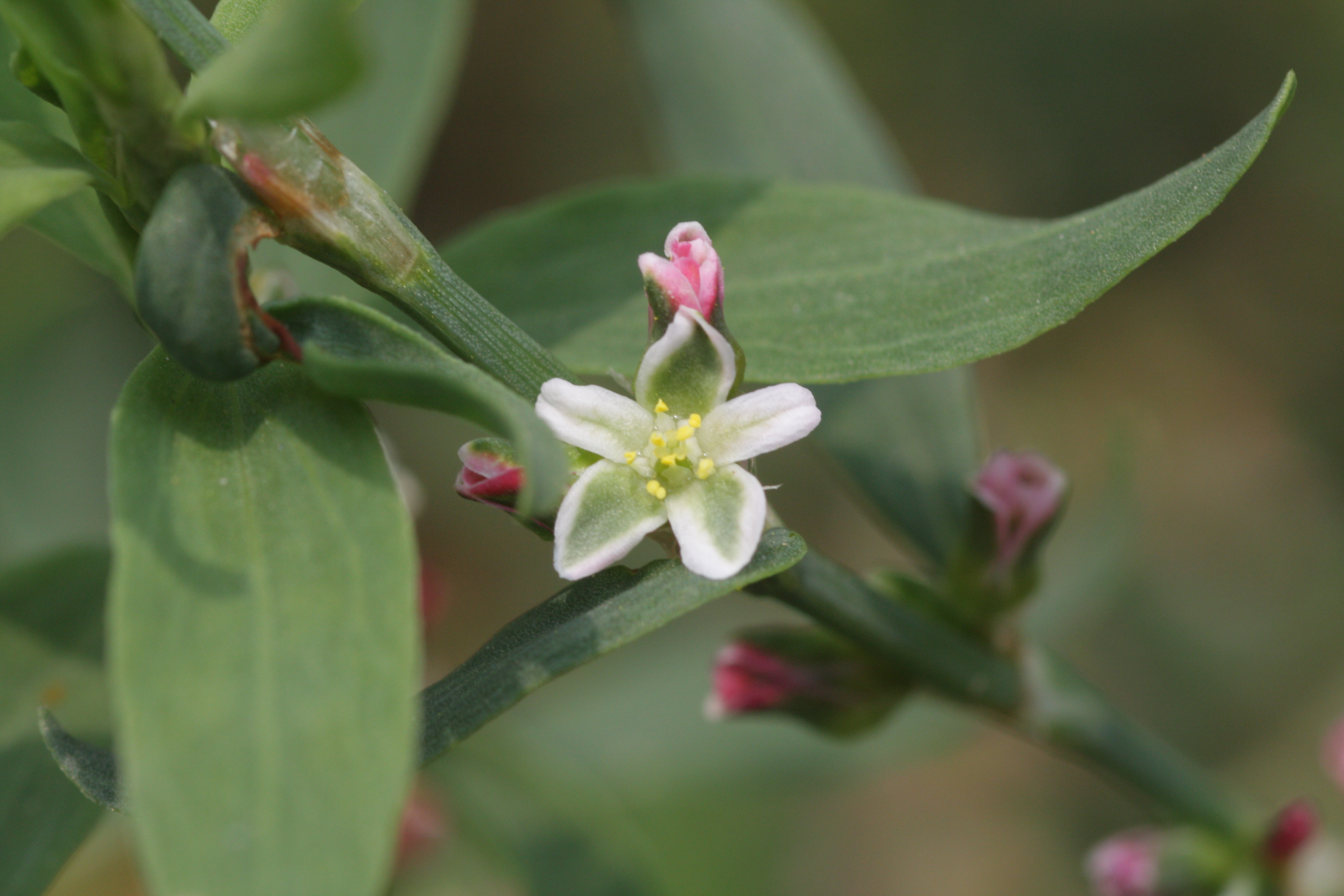
Květ truskavce ptačího (Polygonum aviculare)
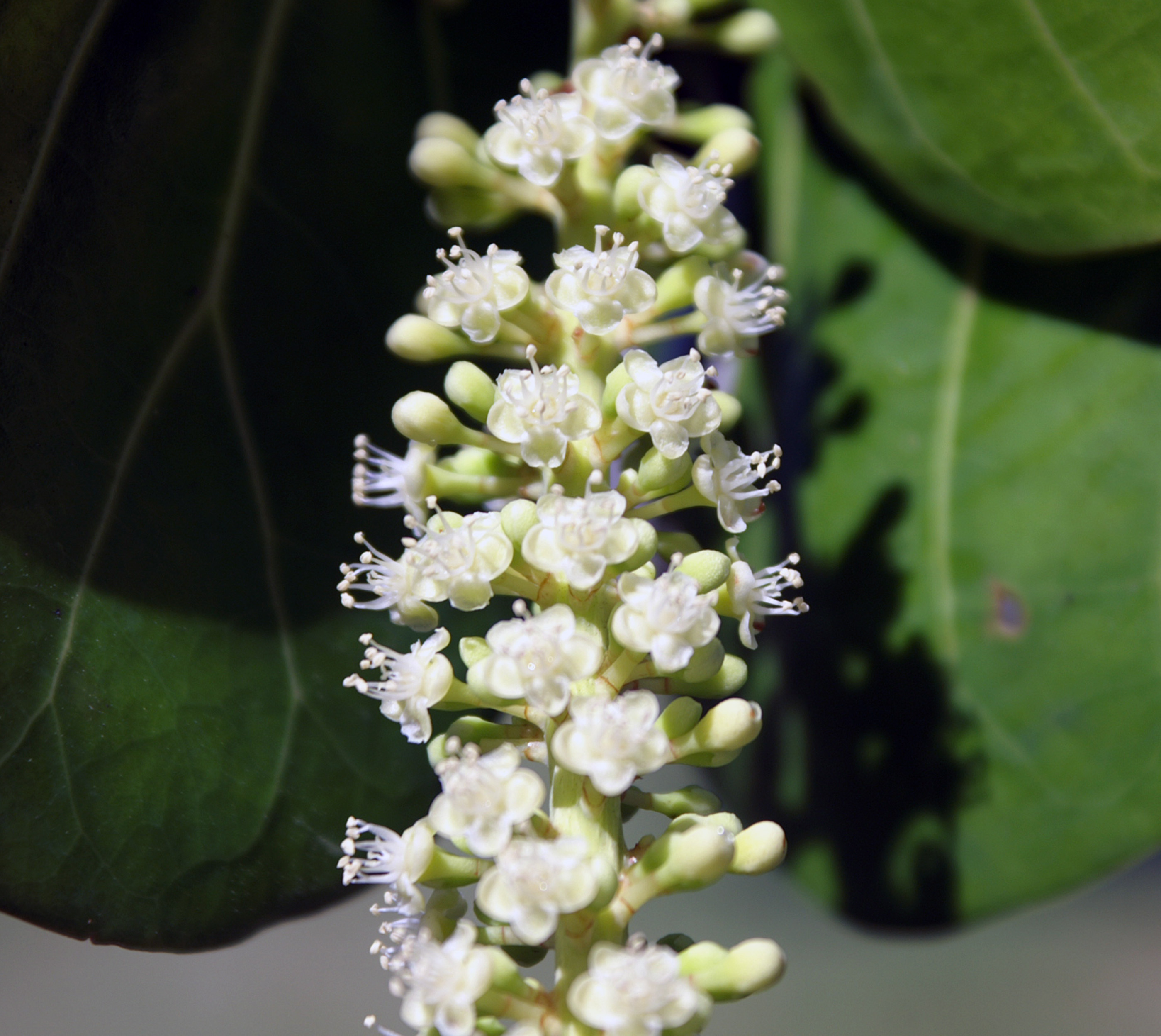
Detail květů hroznatce obecného Coccoloba uvifera
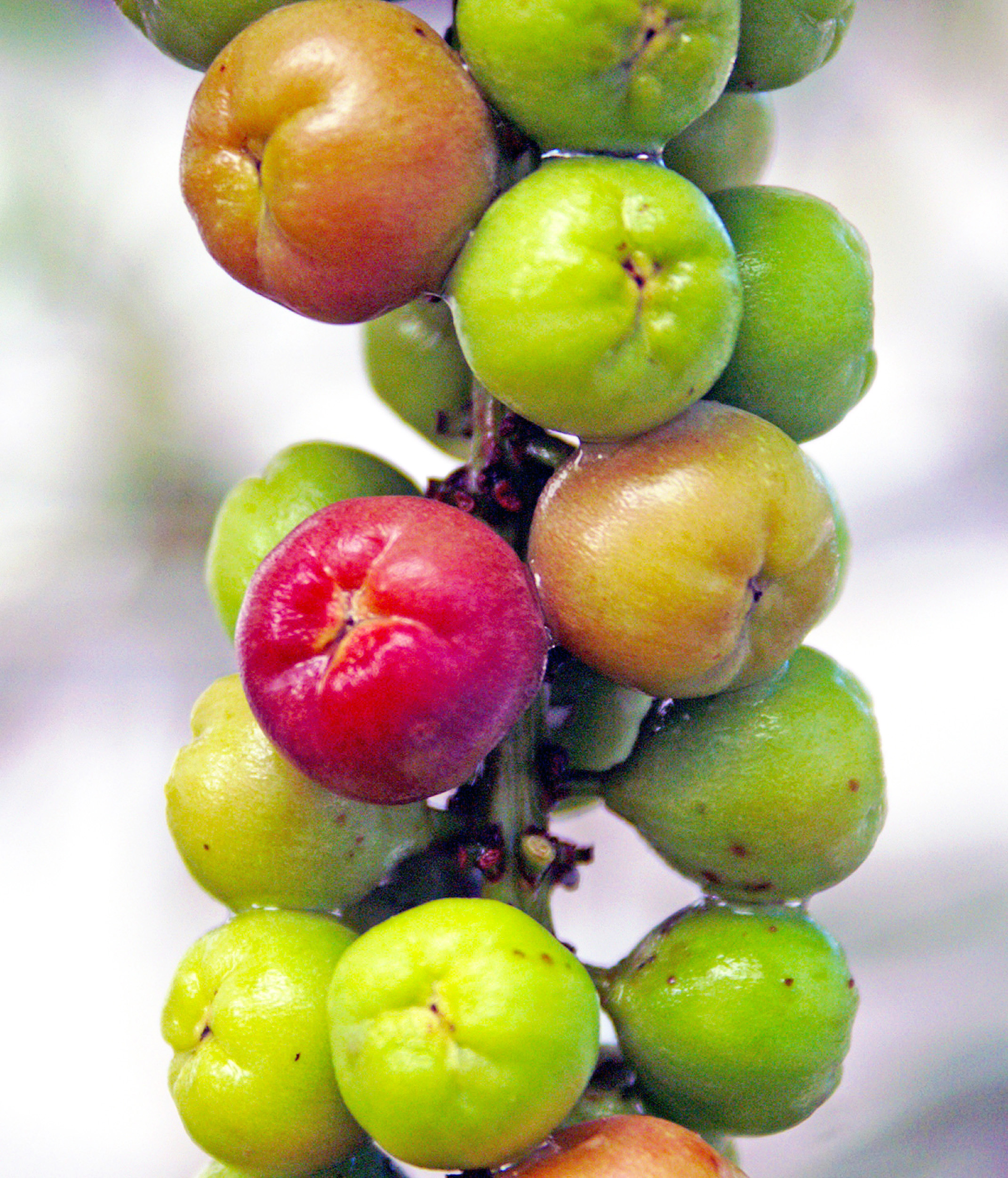
Detail plodů hroznatce obecného Coccoloba uvifera
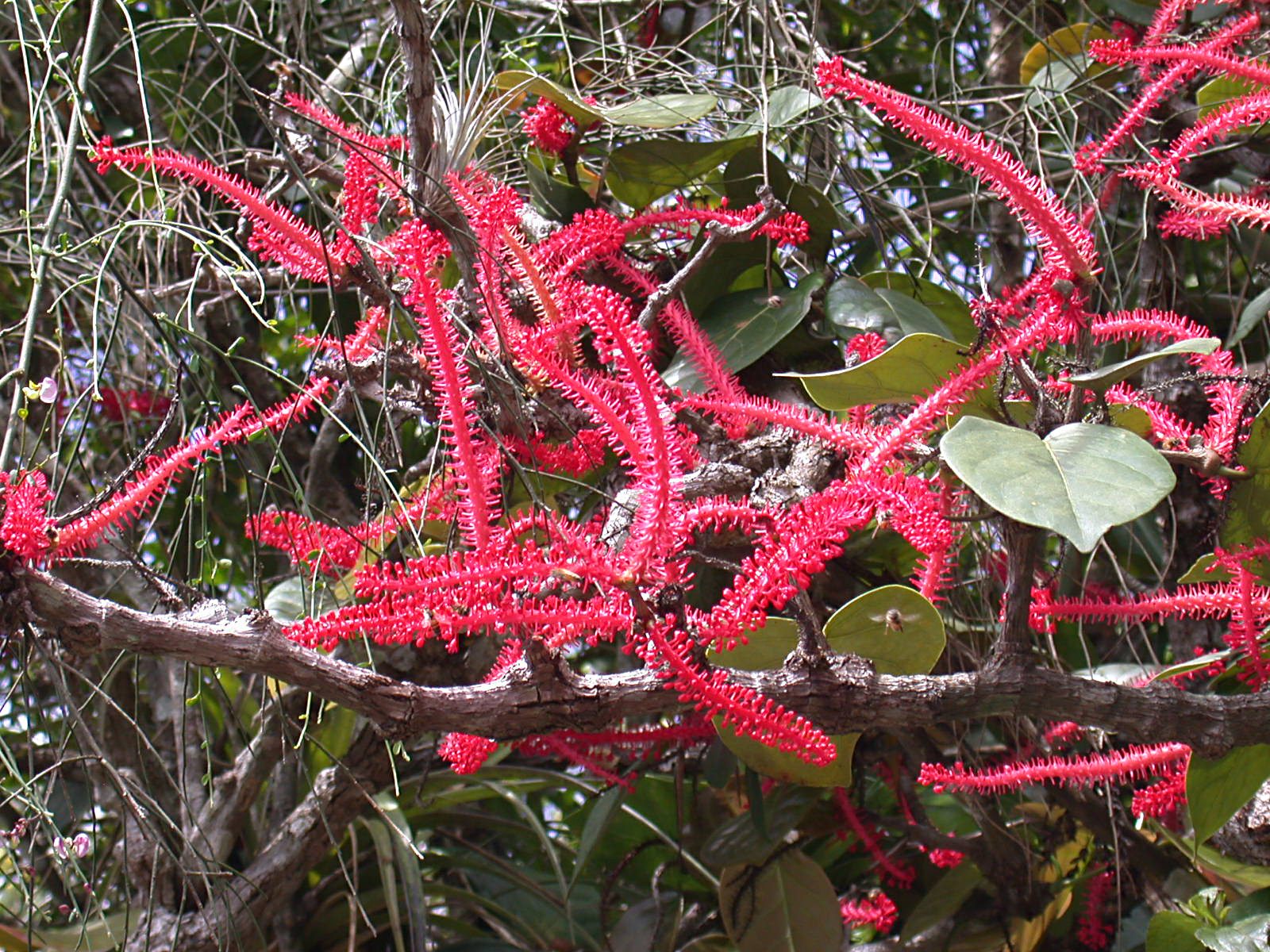
Kvetoucí Coccoloba sintenisii
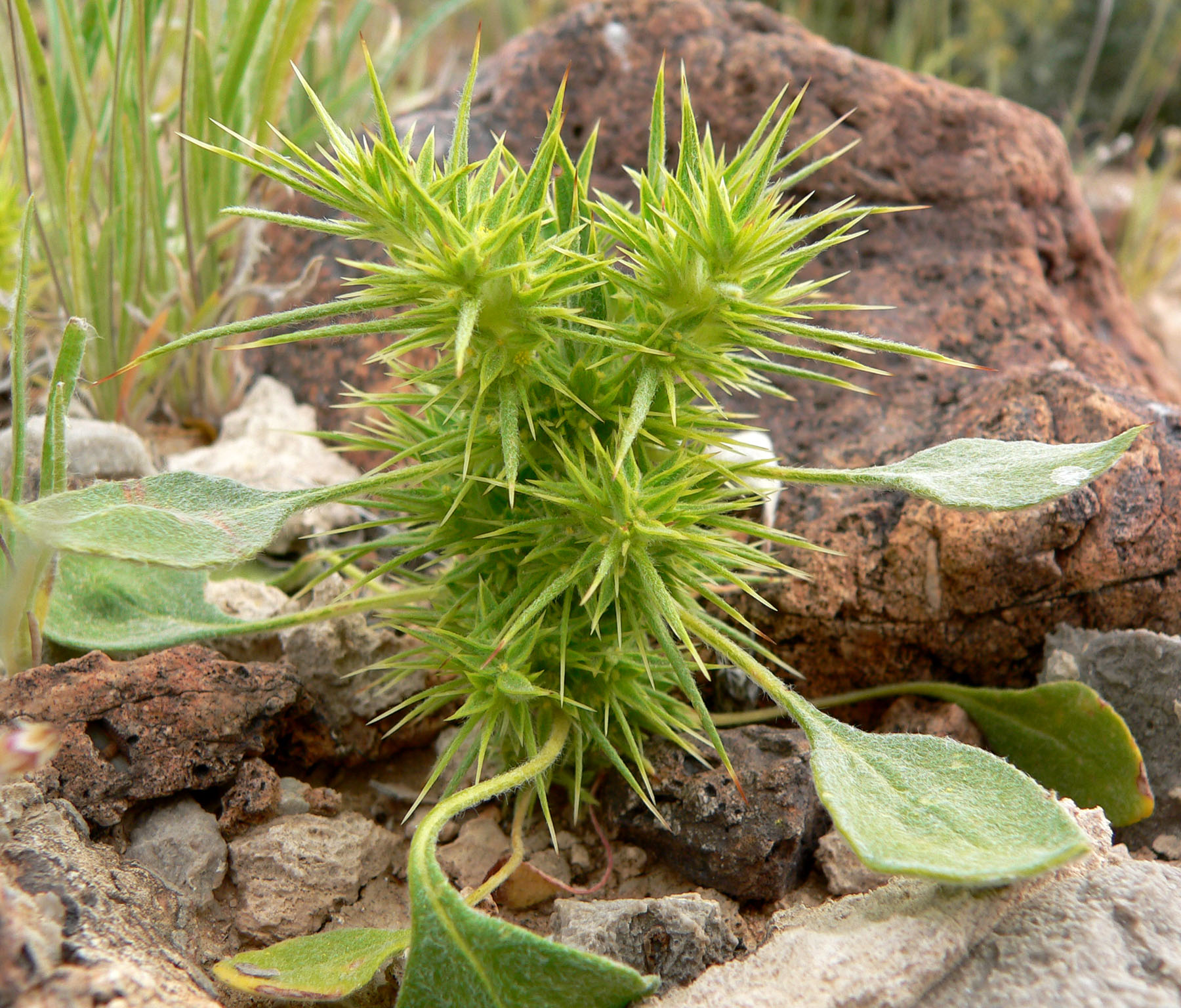
Chorizanthe rigida
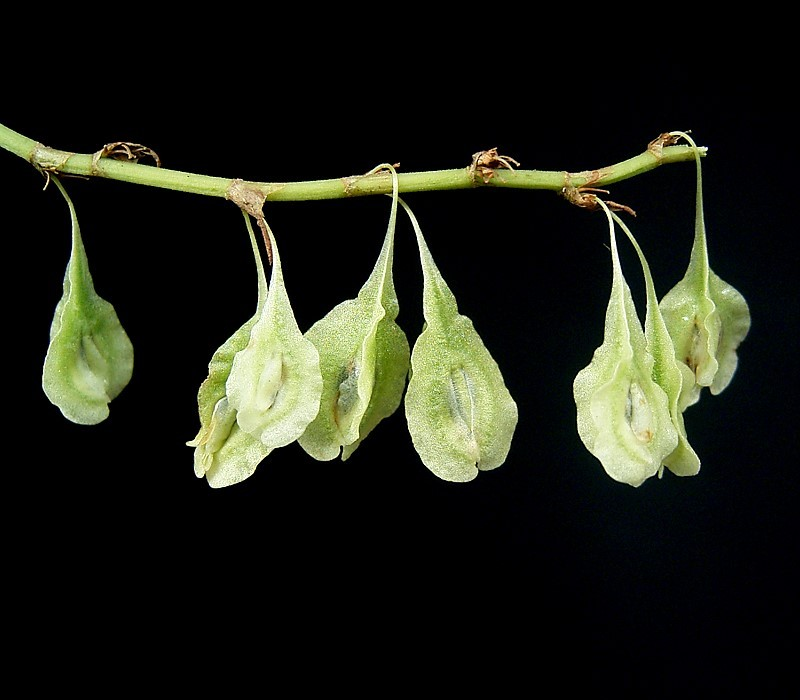
Detail plodů opletky Fallopia baldschuanica

## Rozšíření
Čeleď rdesnovité zahrnuje asi 1100 druhů ve 43 rodech. Největší rody jsou Eriogonum (240 druhů), šťovík (Rumex, 200), rdesno (Polygonum, 150 druhů včetně rodů Persicaria a Bistorta) a hroznatec (Coccoloba, 120 druhů). Rdesnovité jsou kosmopolitně rozšířeny. Nejvíce druhů se vyskytuje v mírném pásu severní polokoule.
V původní květeně České republiky je zastoupeno celkem 5 rodů: šťovík (Rumex, včetně bývalých rodů Acetosa a Acetosella), truskavec (Polygonum), rdesno (Bistorta a Persicaria) a opletka (Fallopia). V Evropě jsou to dále rody reveň (Rheum), poušťomil (Atraphaxis) a druhy šťovíček dvoublizný (Oxyria digyna), Emex spinosa, Calligonum aphyllum a Koenigia islandica.

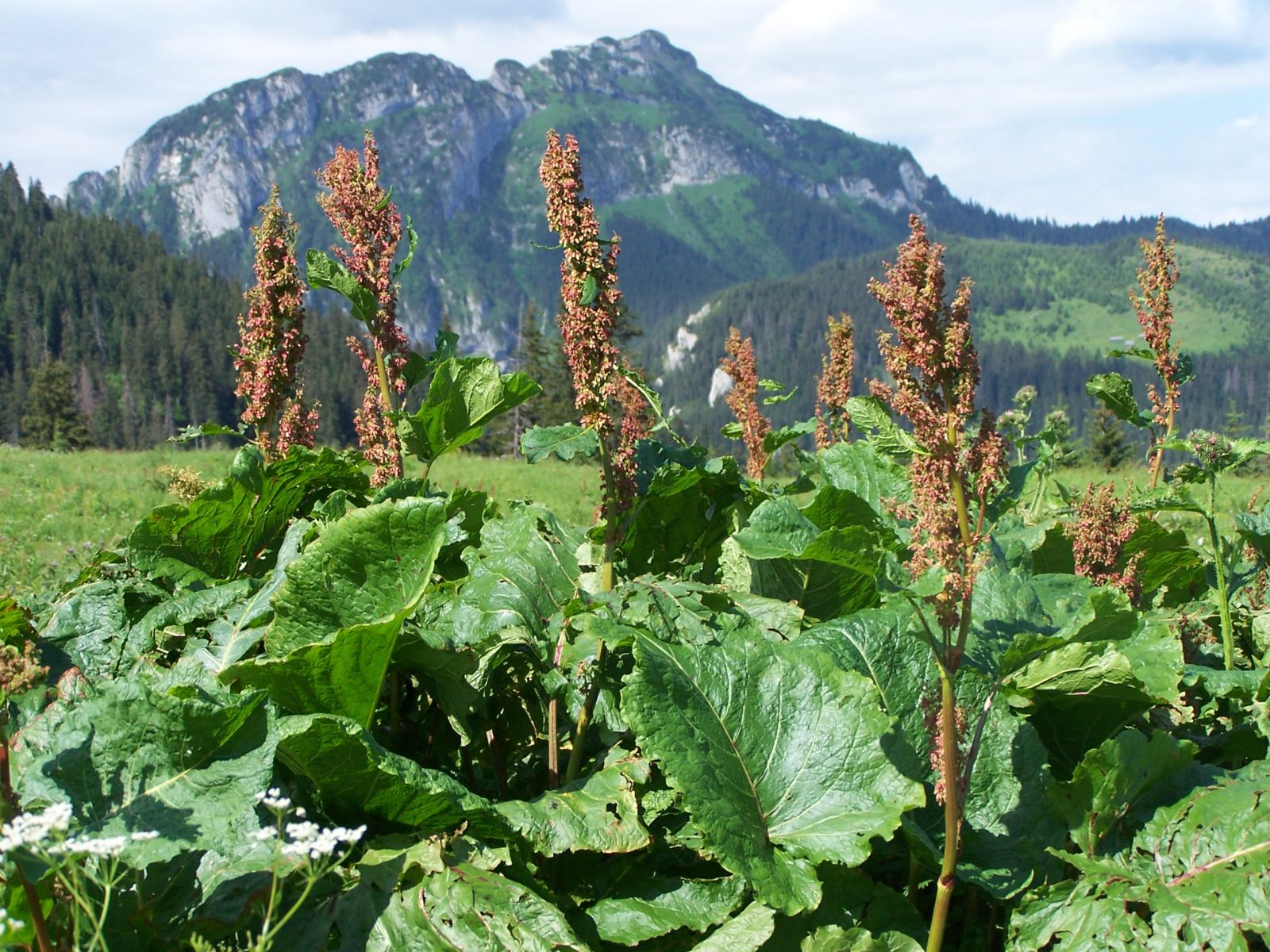
Šťovík alpský (Rumex alpinus)
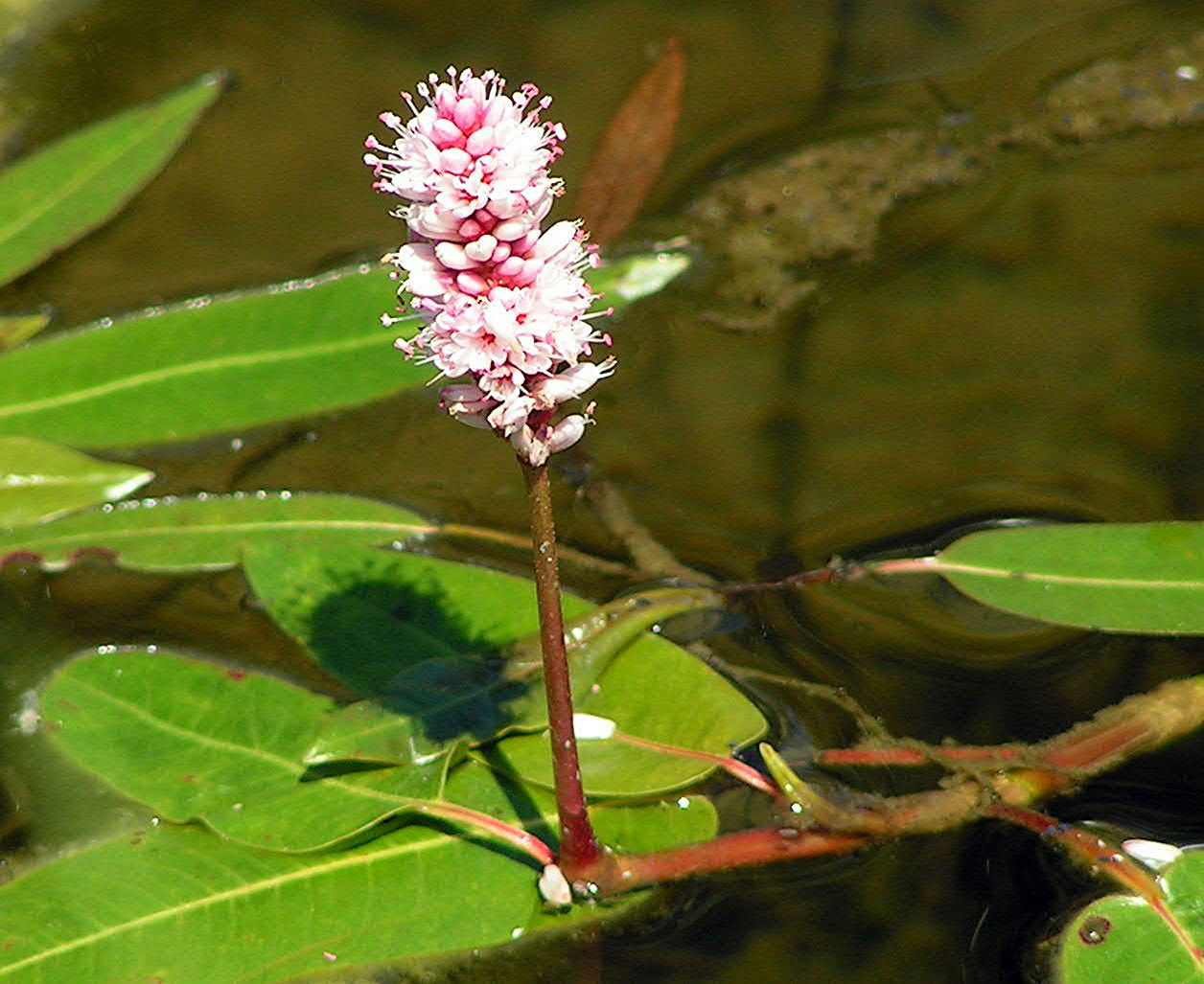
Rdesno obojživelné (Persicaria amphibia)
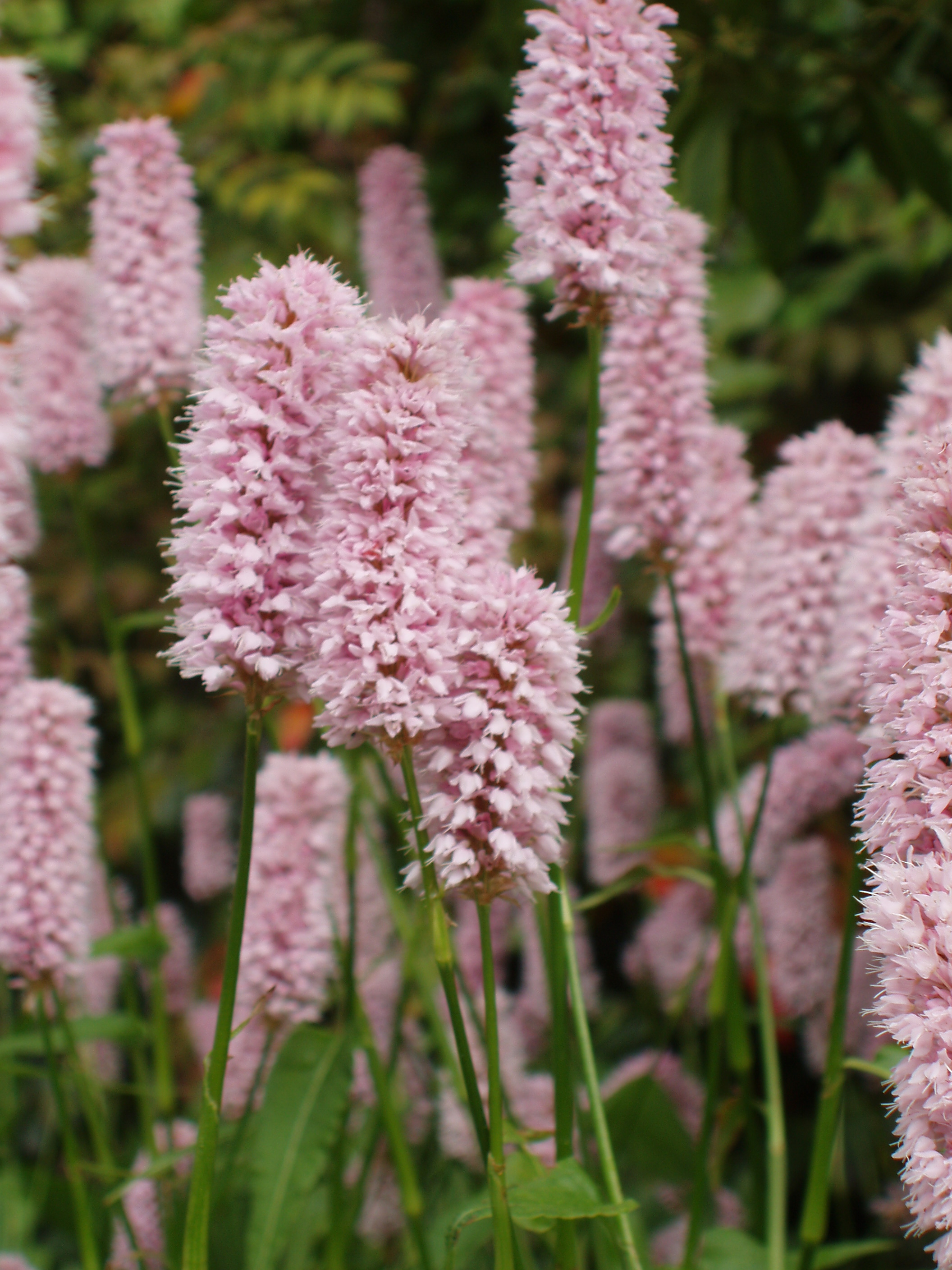
Rdesno hadí kořen (Bistorta major)
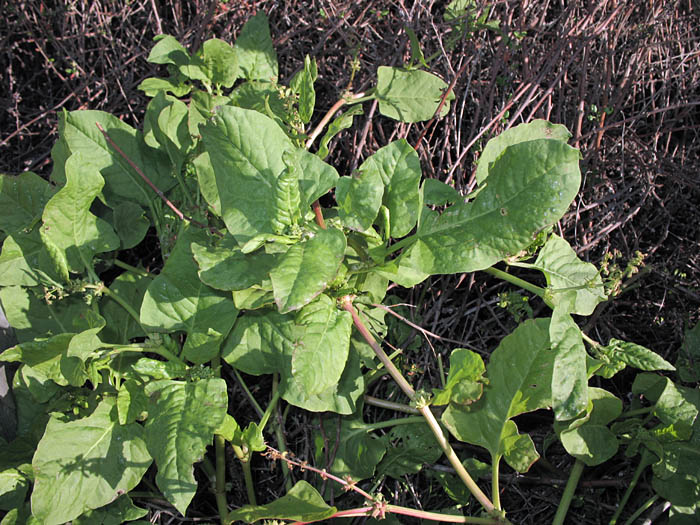
Emex spinosa
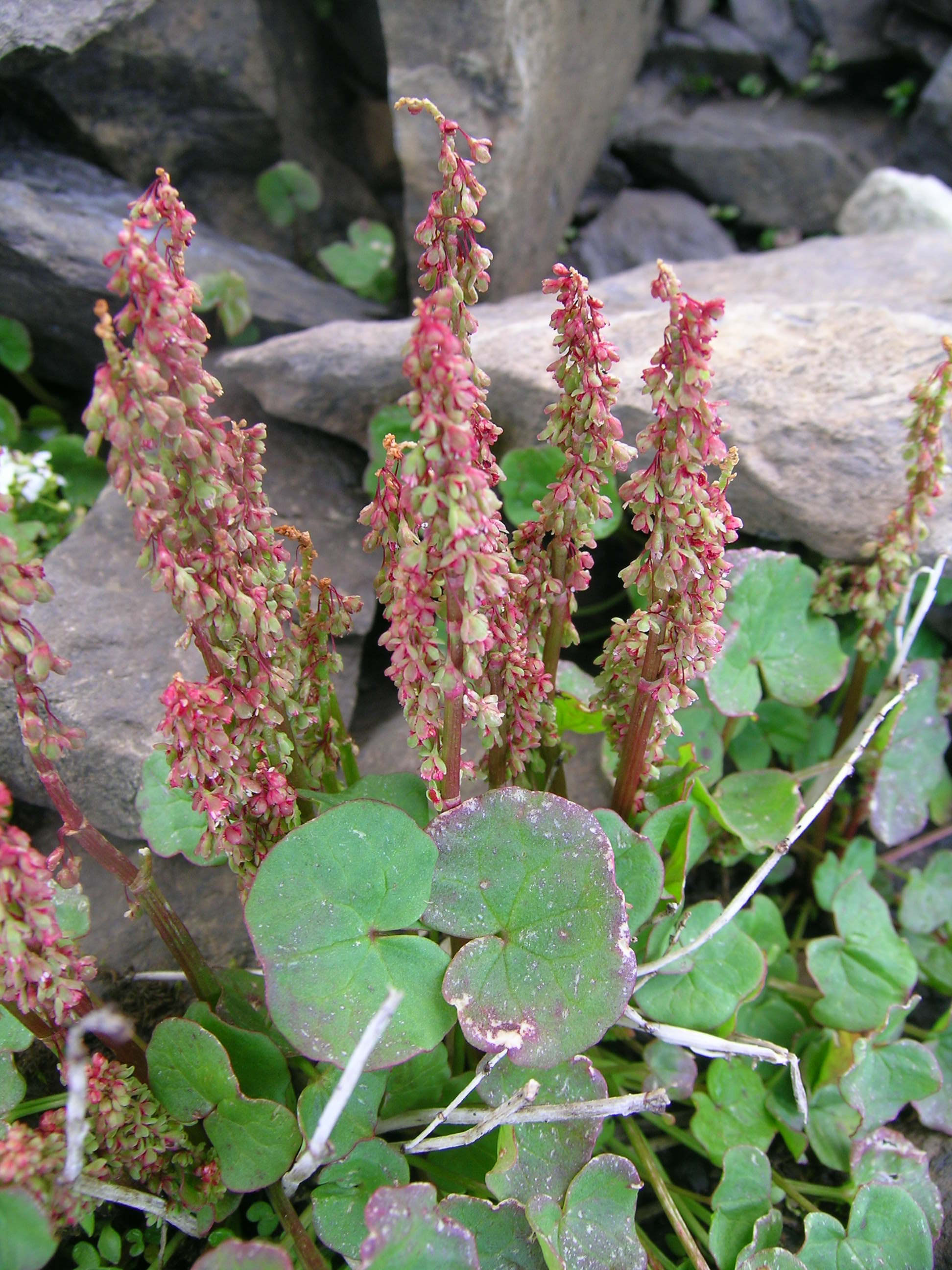
Šťovíček dvoublizný (Oxyria digyna)

## Taxonomie
Rdesnovité jsou jasně vyhraněná a monofyletická skupina. V klasické taxonomii byly řazeny nejčastěji do samostatného řádu rdesnotvaré (Polygonales) v rámci nadřádu Caryophyllanae.
Podle kladogramů APG je nejblíže příbuznou skupinou čeleď olověncovité (Plumbaginaceae). Obě čeledi tvoří spolu s čeleděmi tamaryškovité (Tamaricaceae) a frankeniovité (Frankeniaceae) monofyletickou větev řádu hvozdíkotvaré (Caryophyllales).
Pojetí rodů čeledi rdesnovité je i v rámci květeny České republiky dosti neustálené. Do rodu šťovík (Rumex) byly vřazeny dříve rozlišované rody kyseláč (Acetosa) a kyselka (Acetosella). Naopak rody truskavec (Polygonum), rdesno (Bistorta a Persicaria) bývají někdy spojovány do jediného rodu Polygonum. Rod křídlatka (Reynoutria) bývá vřazován do rodu opletka (Fallopia).

## Ekologické interakce

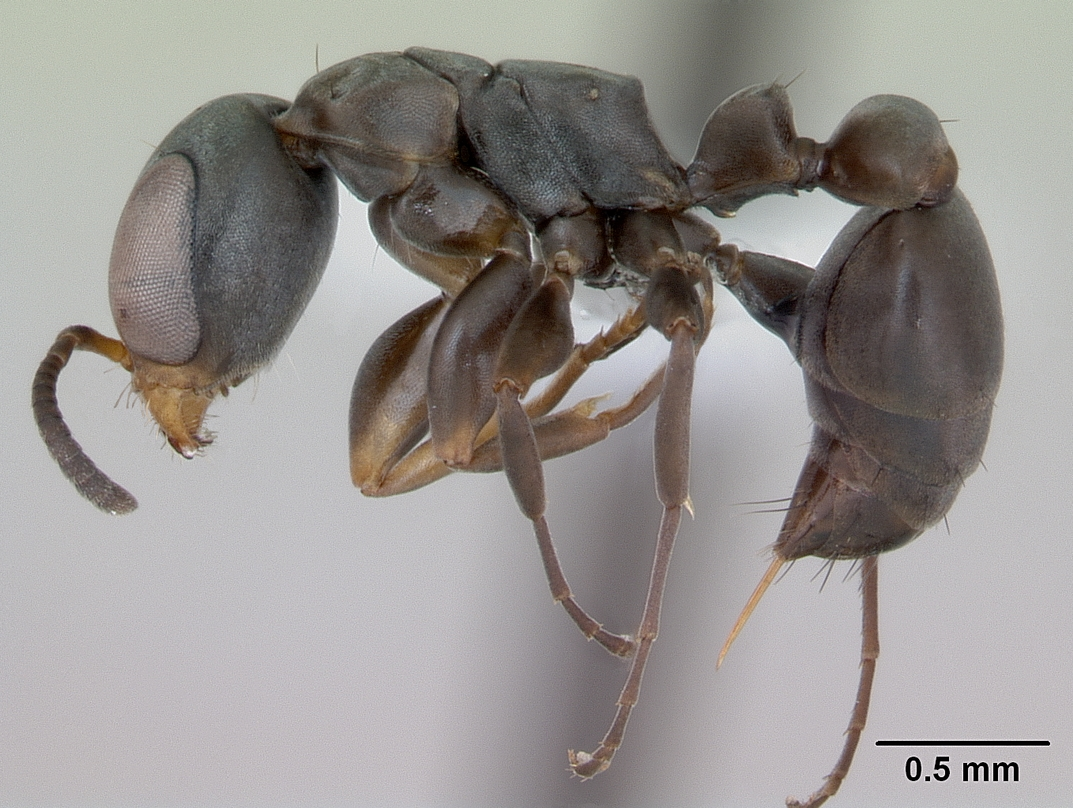
Žahavý mravenec rodu Pseudomyrmex

Některé druhy rdesnovitých mají velká rozvolněná květenství a peříčkovité blizny a jsou opylovány větrem. Většina zástupců tvoří nektar a jsou opylovány především včelami a vosami. Způsoby šíření semen jsou dosti různorodé. U některých zástupců jsou nažky křídlaté (Oxyria, Rheum, Rumex) nebo obalené křídlatým vytrvalým okvětím (Fallopia) a jsou šířeny větrem. Vytrvalé okvětí obalující nažku je u mnohých druhů z podčeledi Eriogonoideae na povrchu ostnité nebo s háčky, přichytávajícími se na srst zvířat. U Polygonum virginianum jsou nažky vystřelovány z rostliny a zachytávají se pomocí hákovitě zahnutých vytrvalých čnělek. Dužnaté plody hroznatce (Coccoloba) jsou vyhledávány a šířeny ptáky.
Duté stonky Triplaris a Ruprechtia jsou obydlovány žahavými mravenci z rodu Pseudomyrmex. Tito mravenci se při sebemenším vyrušení vyrojí a chrání rostlinu před býložravci a především před herbivorními mravenci rodu Atta.

## Zástupci
- antigonon (Antigonon)
- eriogonum (Eriogonum)
- hadí kořen (Bistorta)
- hroznatec (Coccoloba)
- křídlatka (Reynoutria)
- kyslec (Calligonum)
- mulenbekie (Muehlenbeckia)
- opletka (Fallopia)
- podopter (Podopterus)
- pohanka (Fagopyrum)
- poušťomil (Atraphaxis)
- rdesno (Persicaria)
- reveň (Rheum)
- šťovíček (Oxyria)
- šťovík (Rumex)
- triplaris (Triplaris)
- truskavec (Polygonum)[7]

## Význam
Nejdůležitější plodinou z čeledi rdesnovité je pohanka obecná (Fagopyrum esculentum), pocházející z Himálaje. Menší semena má podobná pohanka tatarská (Fagopyrum tataricum).
Rdesno Persicaria odorata patří k tradičním kořením vietnamské kuchyně. Listy se používají syrové nebo vařené.
Řapíky různých druhů revení (zejména reveň kadeřavá - Rheum rhaponticum a reveň bulharská - R. rhaponticum) jsou používány jako zelenina.
Některé druhy hroznovníku (Coccoloba) mají jedlé plody, např. hroznatec obecný (Coccoloba uvifera).
Plody lahodné chuti, používané pro přípravu osvěžujících nápojů, mají některé druhy hroznatců z tropické Ameriky, zejména Coccoloba ascendens, C. obovata a C. diversifolia. Jedlé jsou také plody Coccoloba uvifera.
Z hroznatce Coccoloba uvifera, rostoucího na pobřežích tropické Ameriky, je získávána pryskyřičná látka bohatá na třísloviny, známá jako 'americké kino'. Používá se k tříslení, k barvení a v lidovém lékařství.
Bohatě kvetoucí a velmi vzrůstná liána je opletka čínská (Fallopia aubertii), často pěstovaná v parcích a zahradách. Jako dekorativní byliny se pěstují křídlatky, zejména křídlatka sachalinská (Reynoutria sachalinensis) a křídlatka japonská (R. japonica). V některých oblastech se však stávají úpornými invazními rostlinami. V tropech se jako okrasné dřeviny pěstují zejména Antigonon leptopus, Coccoloba uvifera a Muehlenbeckia platyclada.

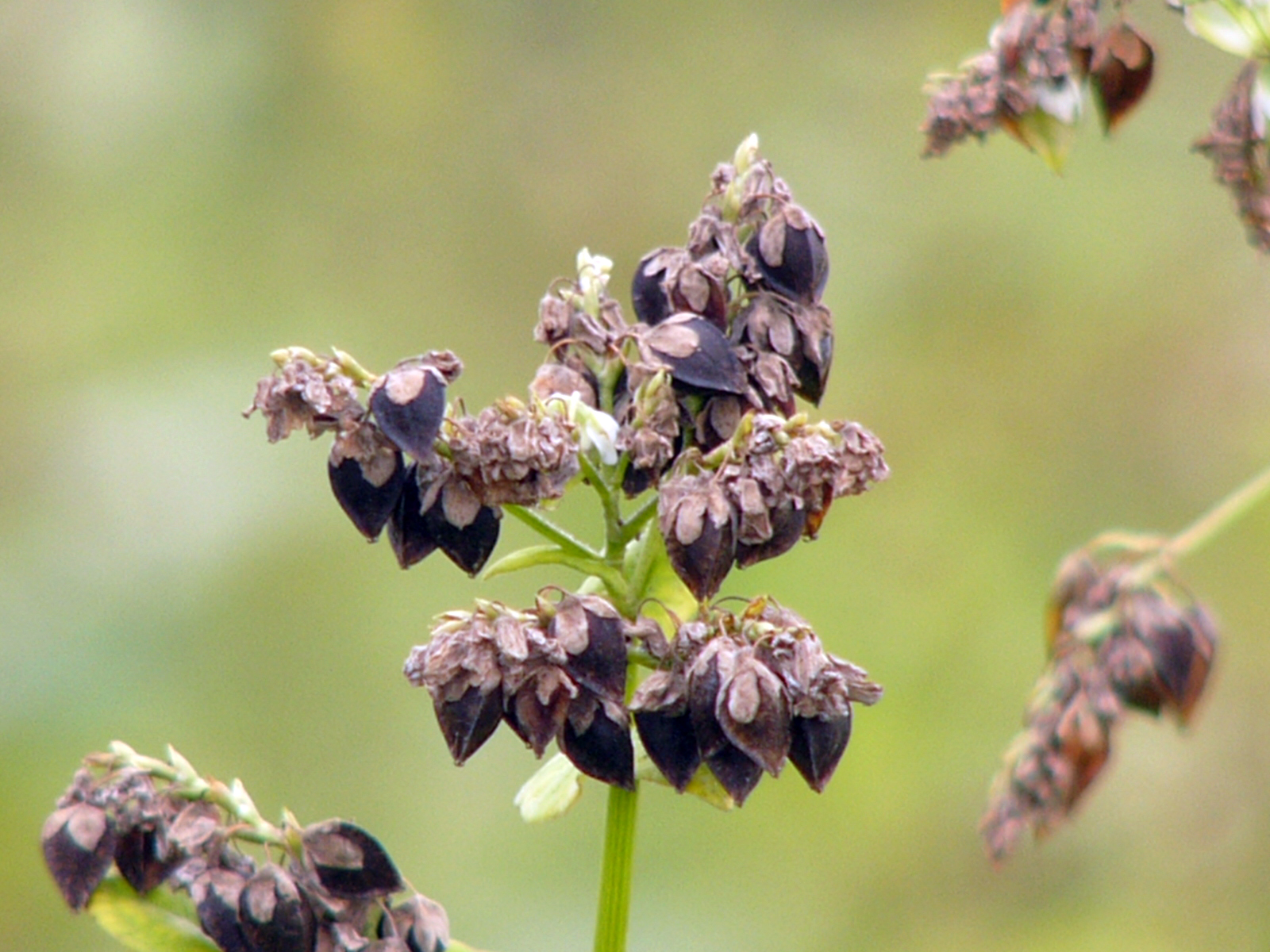
Pohanka jedlá (Fagopyrum esculentum)
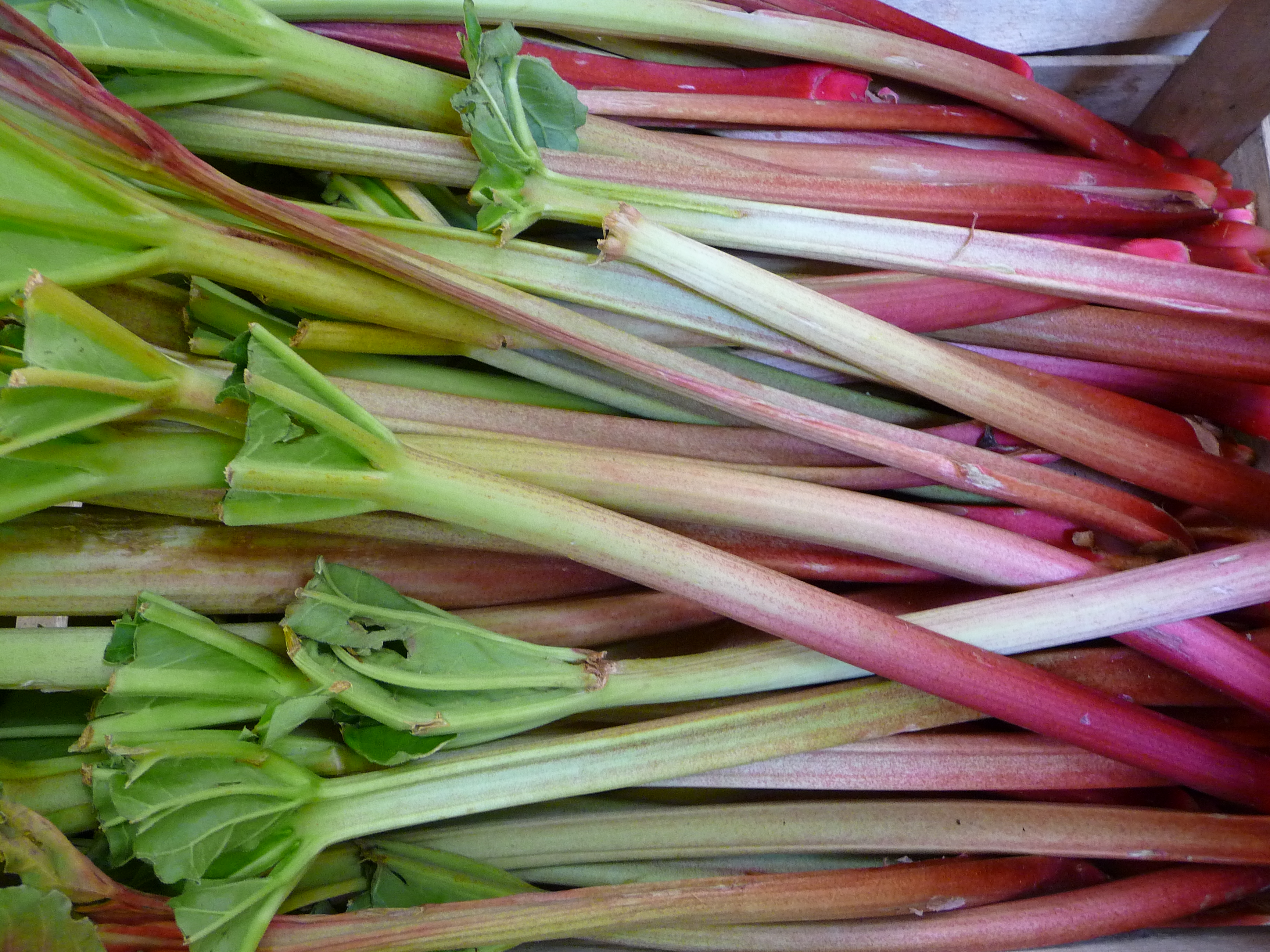
Řapíky rebarbory (Rheum rhabarbarum)
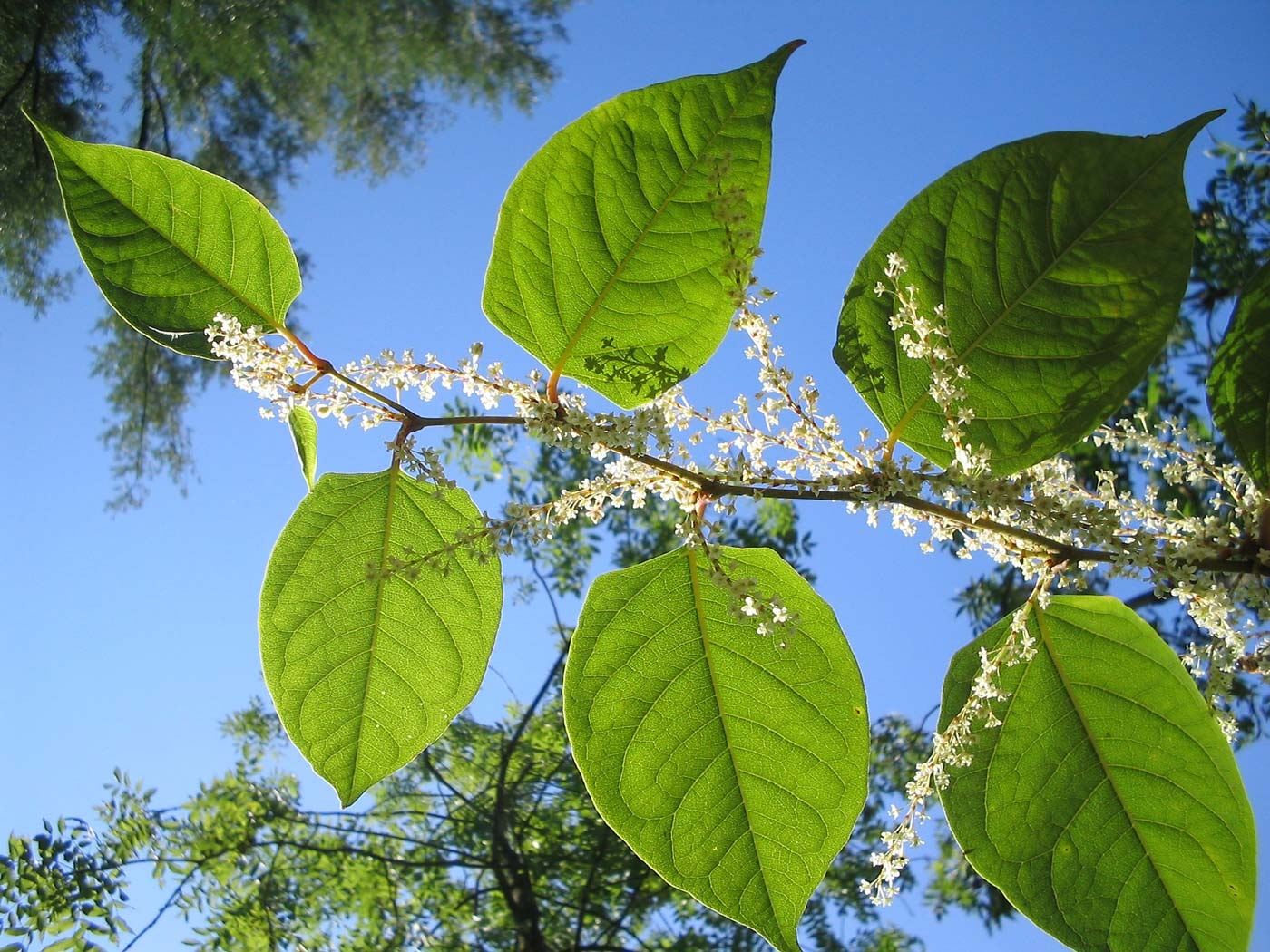
Křídlatka japonská (Reynoutria japonica)
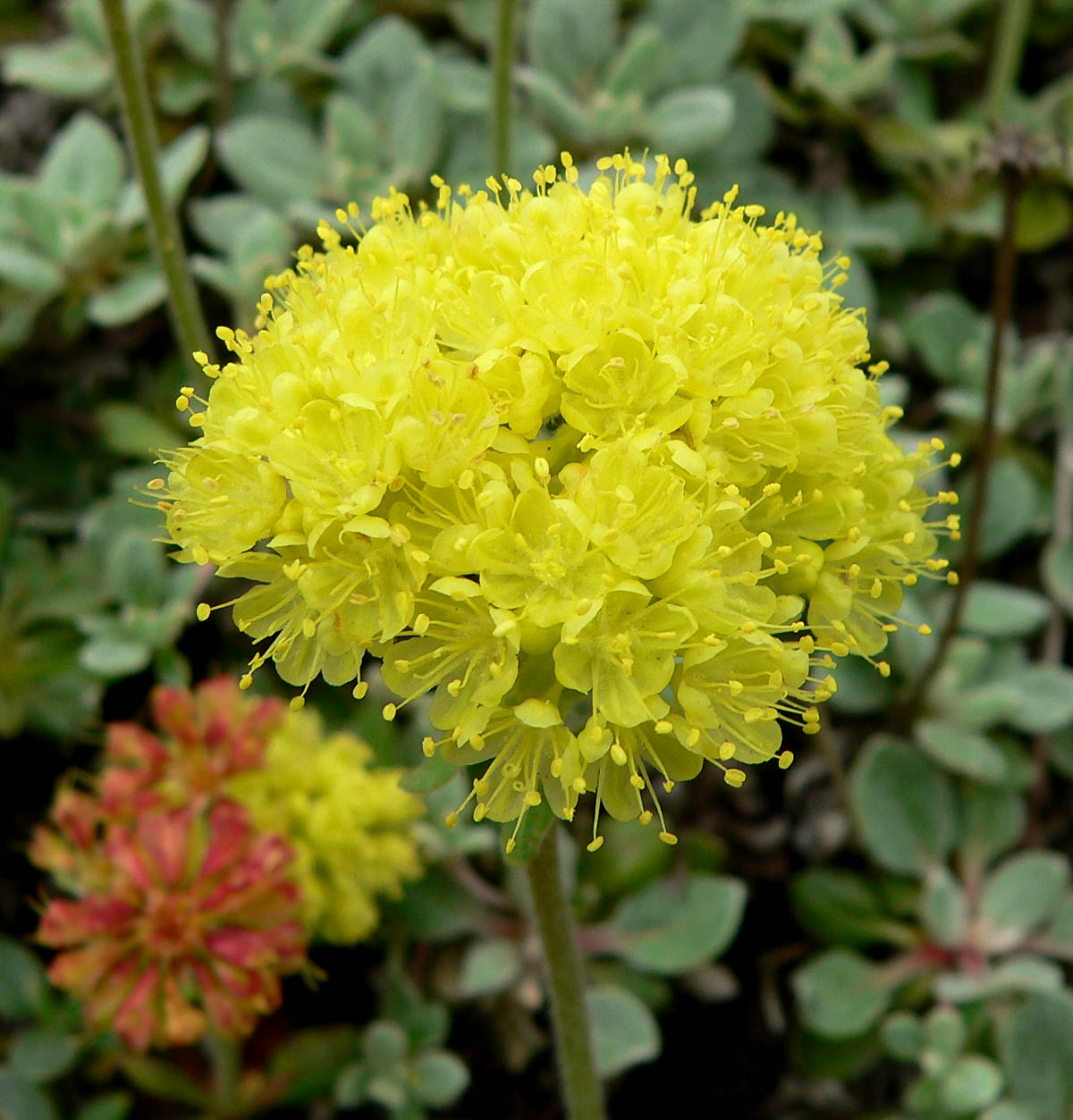
Eriogonum umbellatum
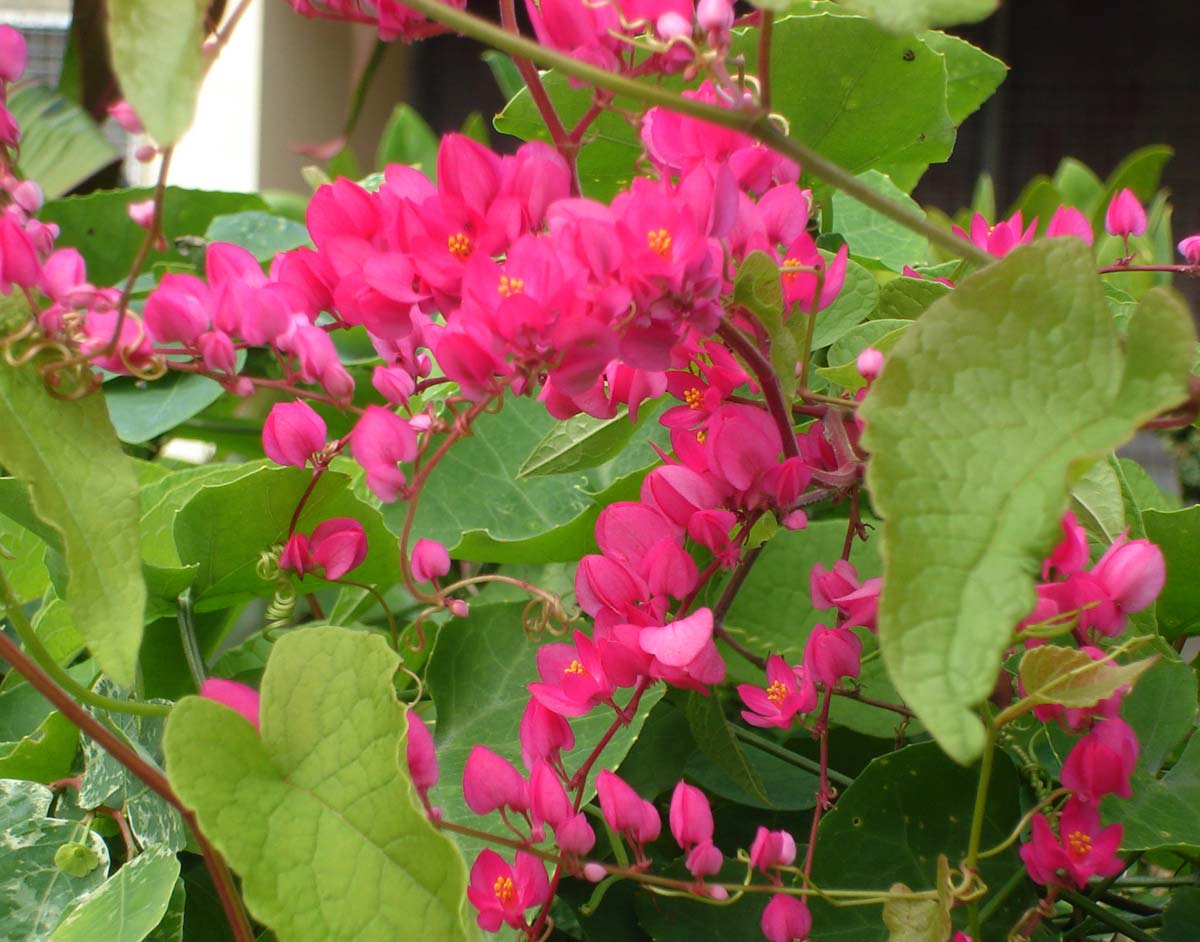
Antigonon leptopus
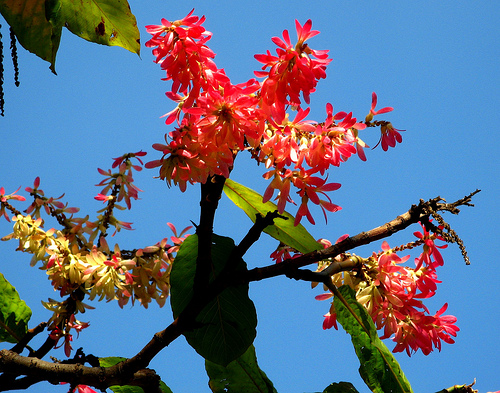
Triplaris
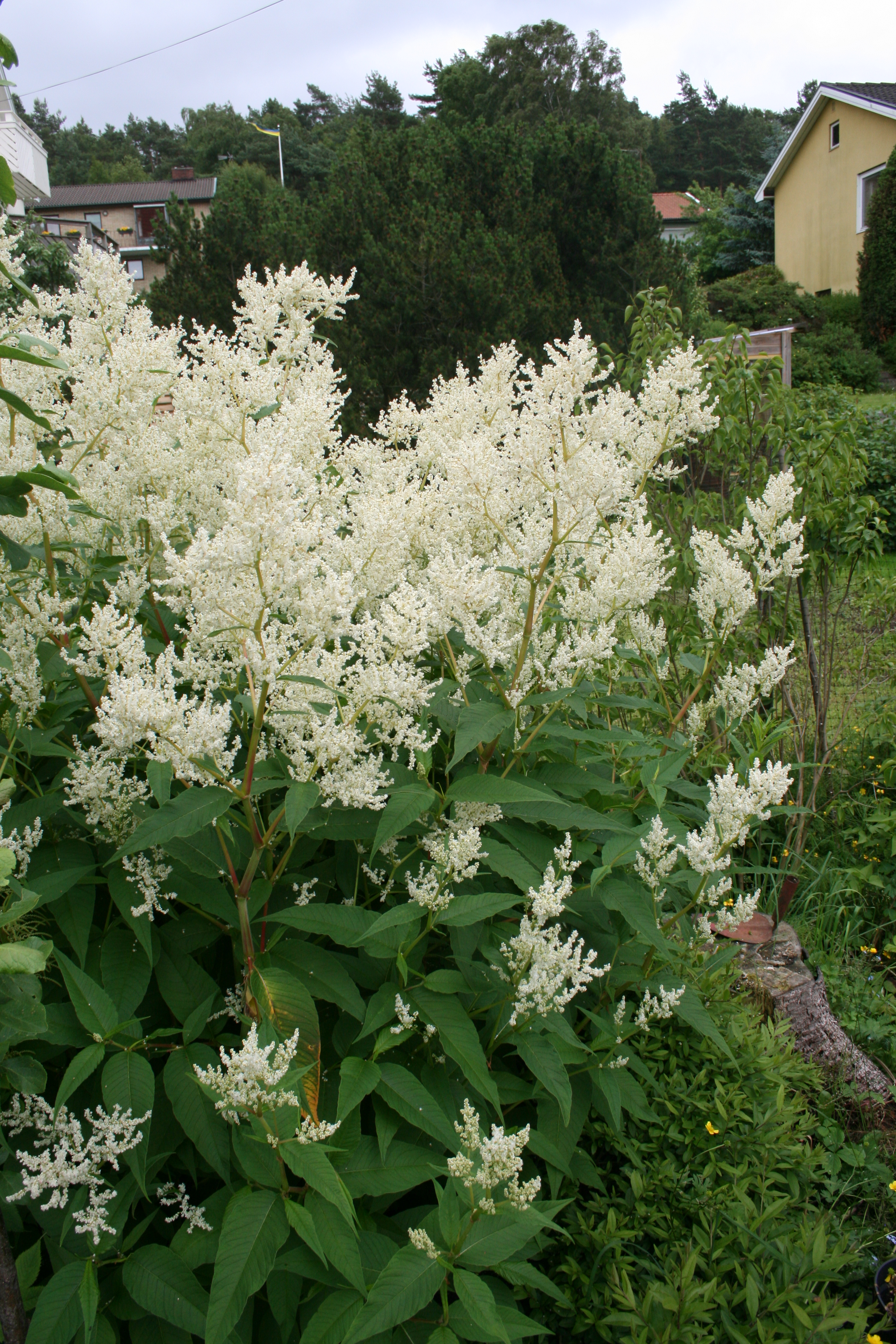
Aconogonon × fennicum
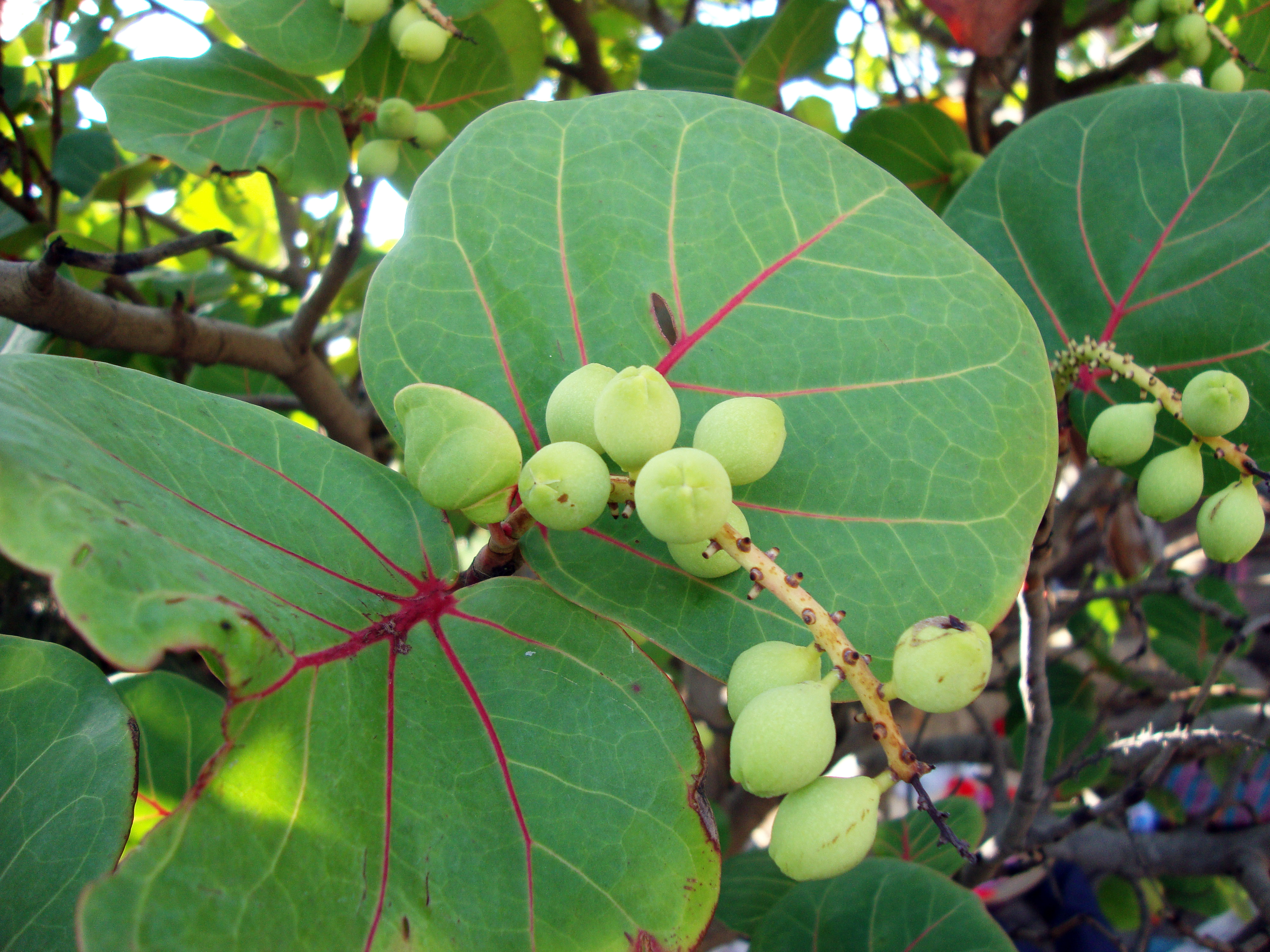
Hroznatec Coccoloba uvifera
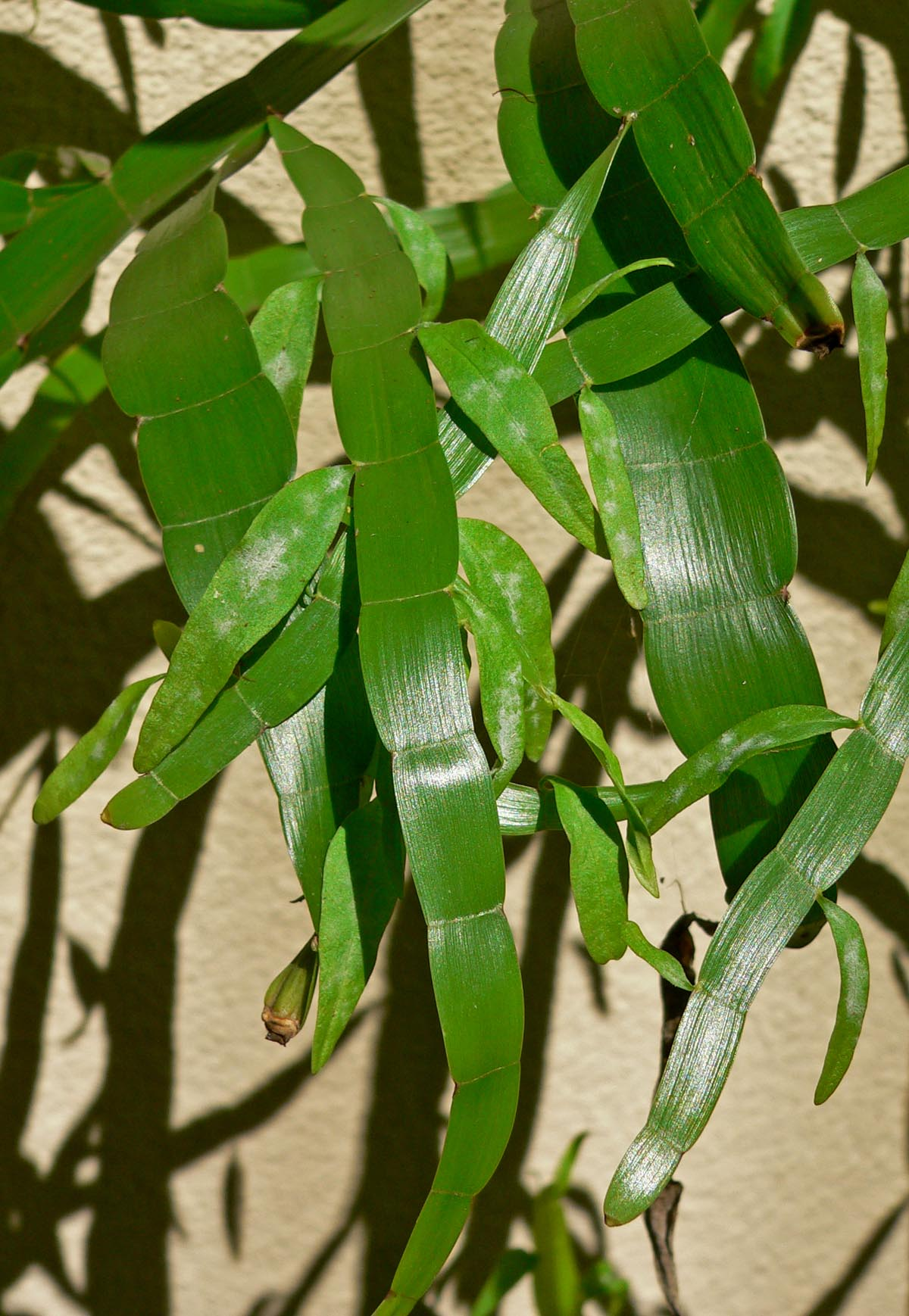
Mulenbekie Muehlenbeckia platyclada

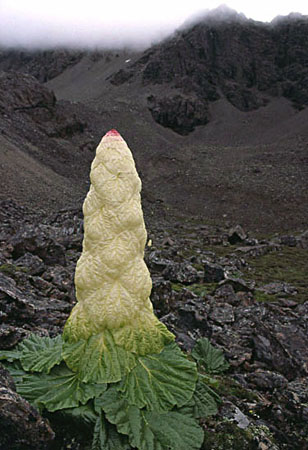
Reveň Rheum nobile z Himálají

## Pozoruhodnosti
Muehlenbeckia platyclada (dříve též jako Homalocladium platycladum) je pěstována jako pozoruhodnost ve sklenících botanických zahrad. Rostlina má zakrnělé listy, jejichž funkci přebírají zploštělé článkované stonky. Pochází ze Šalomounových ostrovů. Občas je pěstován i hroznatec Coccoloba pubescens, strom pozoruhodný obrovskými okrouhlými listy.
V Himálaji roste reveň Rheum nobile, neobvykle a vznešeně vyhlížející rostlina s kompaktním bělavým květenstvím.

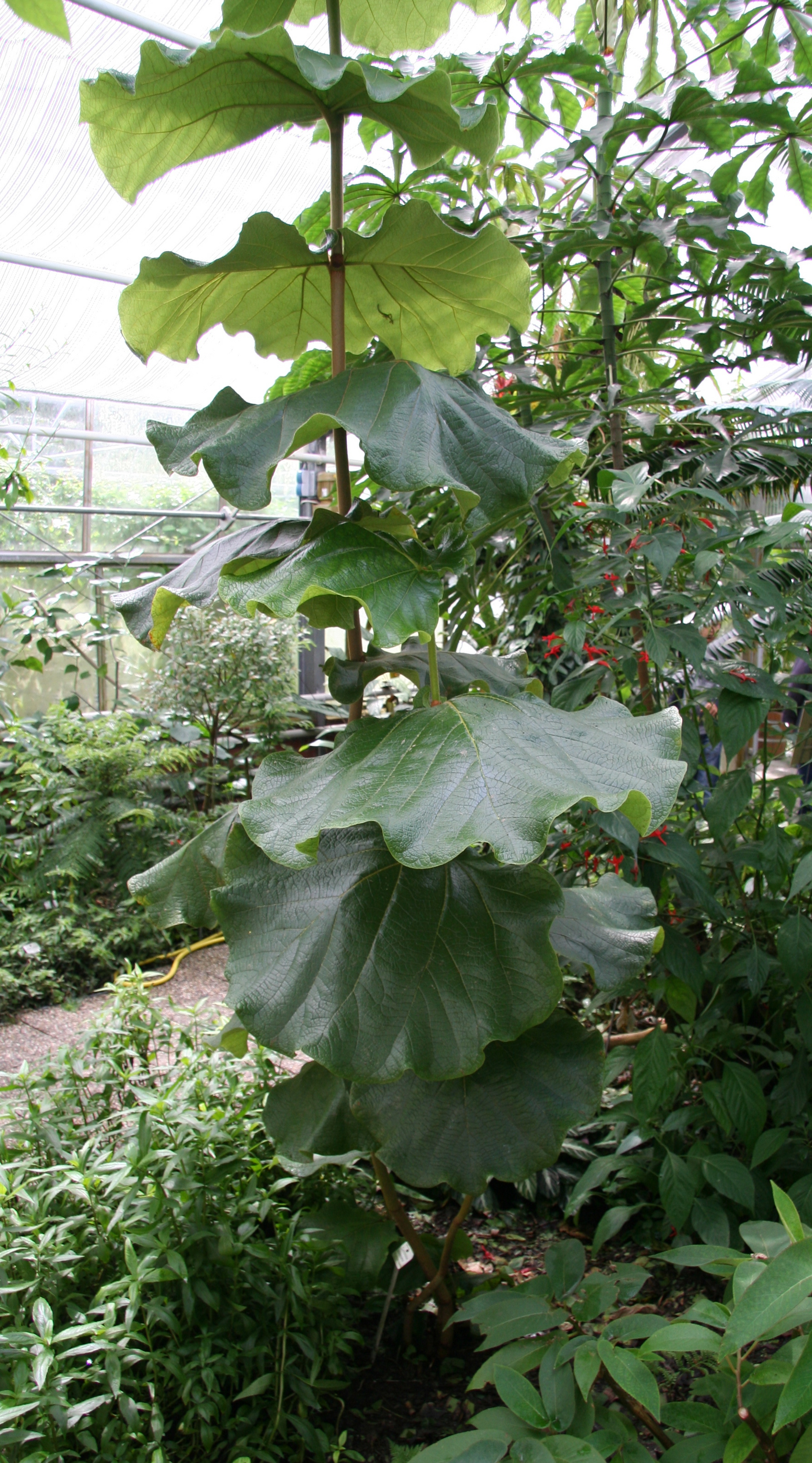
Hroznatec Coccoloba pubescens
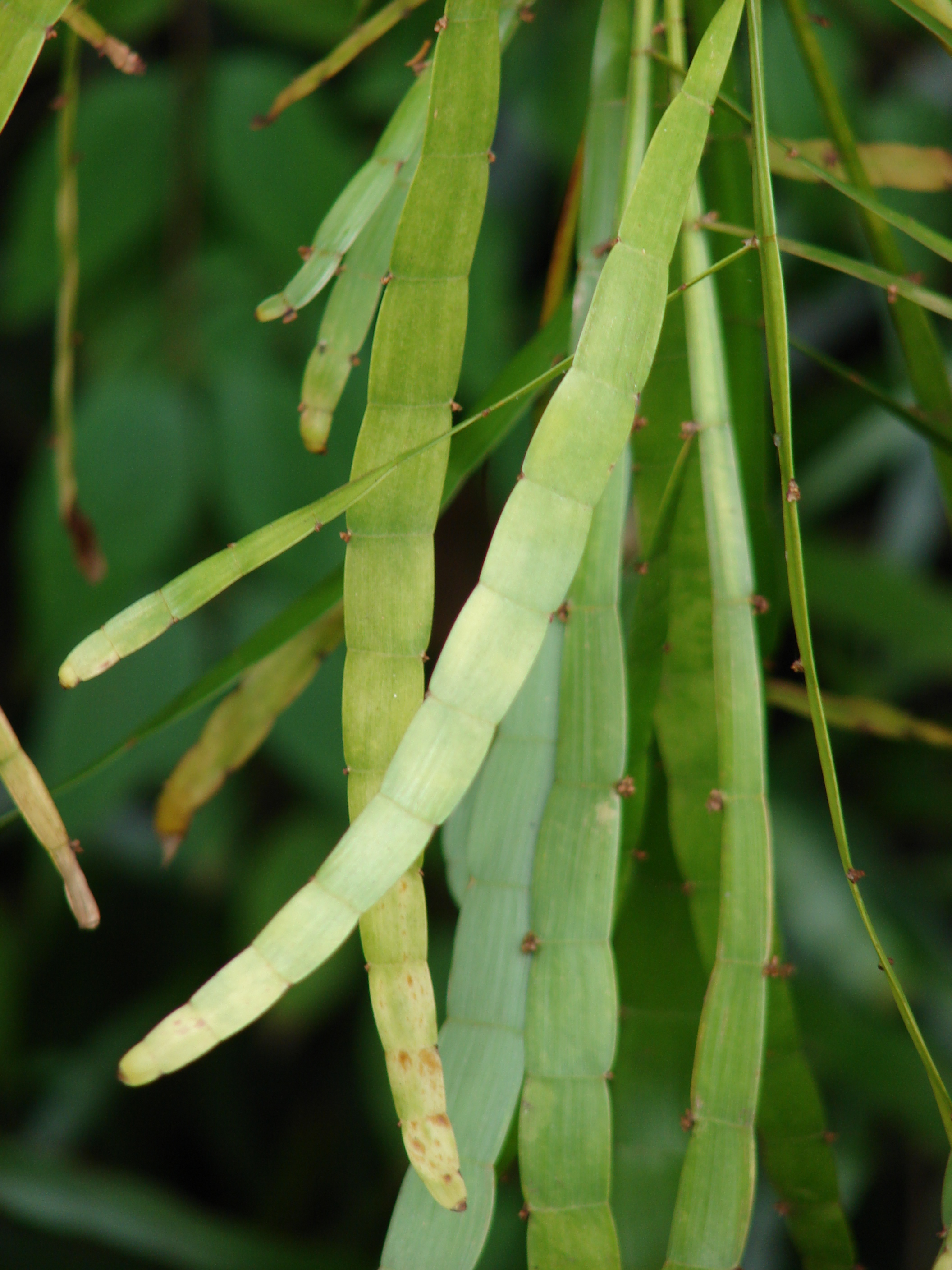
Muehlenbeckia platyclada

## Přehled rodů
Acanthoscyphus,
Afrobrunnichia,
Antigonon,
Aristocapsa,
Atraphaxis,
Bistorta,
Brunnichia,
Calligonum,
Centrostegia,
Chorizanthe,
Coccoloba,
Dedeckera,
Dodecahema,
Duma,
Eriogonum,
Fagopyrum,
Fallopia,
Gilmania,
Goodmania,
Gymnopodium,
Harfordia,
Hollisteria,
Johanneshowellia,
Knorringia,
Koenigia,
Lastarriaea,
Leptogonum,
Magoniella,
Mucronea,
Muehlenbeckia (včetně Homalocladium),
Nemacaulis,
Neomillspaughia,
Oxygonum,
Oxyria,
Oxytheca,
Persicaria,
Podopterus,
Polygonella,
Polygonum,
Pteropyrum,
Pterostegia,
Pteroxygonum,
Reynoutria,
Rheum,
Rumex,
Ruprechtia,
Salta,
Sidotheca,
Stenogonum,
Symmeria,
Systenotheca,
Triplaris